# Peter Brotherhood
Peter Brotherhood (* April 1838 in Maidenhead, bei Chippenham; † 13. Oktober 1902) war ein britischer Ingenieur.
Er machte eine Ingenieurausbildung im Bereich Eisenbahnwesen und trat mit 21 Jahren in die Firma seines Vaters Rowland Brotherhood ein, einem Zulieferbetrieb für Eisenbahntechnik. Er hatte zwei Söhne die seine Arbeiten fortführten: Arthur und Stanley.
Brotherhood erfand 1872 eine besonders schnelllaufende Ausführung einer dreizylindrigen Dampfmaschine, die später den Namen Brotherhood-Maschine bekam. Die Achsen der drei Zylinder sind zueinander um jeweils 120° geneigt. Drei Pleuelstangen greifen an einer gemeinsamen Kurbel an und sind direkt mit Kolbenbolzen der Zylinder verbunden. Infolge dieser Anordnung hat die Maschine keine Totlage und arbeitet gleichmäßig. Es konnten Drehzahlen von 600/min und kurzzeitig sogar 1000/min erreicht werden. Das finnische Patent Nr. FI132 wurde am 10. Oktober 1874 erteilt, ein russisches Patent dieser Erfindung wurde 1875 auf 10 Jahre erteilt. Etliche weitere Patente folgten.
Die Brotherhood-Maschine war in der Lage, elektrische Dynamo-Maschinen direkt ohne Übersetzung anzutreiben, was vorteilhaft bezüglich der Baugröße und des Wirkungsgrades war. Schon kurze Zeit später wurde das Militär darauf aufmerksam und so wurde die Brotherhood-Maschine bereits 1875 auf britischen Kriegsschiffen zur Stromerzeugung eingesetzt. Auch für den Antrieb von (U-Boot-)Torpedos kam die Brotherhood-Maschine zum Einsatz. Der Torpedotyp G7a der deutschen Reichsmarine (und später der Kriegsmarine) hatte einen solchen Antrieb.
Bereits 1867 wurde die Firma Peter Brotherhood Ltd. in London gegründet; 1906 erfolgte der Umzug nach Peterborough. Das Produktprogramm umfasste Dampf- und Gasturbinen sowie Kompressoren. Das Unternehmen bestand selbständig bis 2007, der Umsatz betrug 50,5 Millionen britische Pfund. Am 1. Juli 2008 wurde es von der amerikanischen Firma Dresser-Rand Group Inc übernommen.